# Michaela Gigon

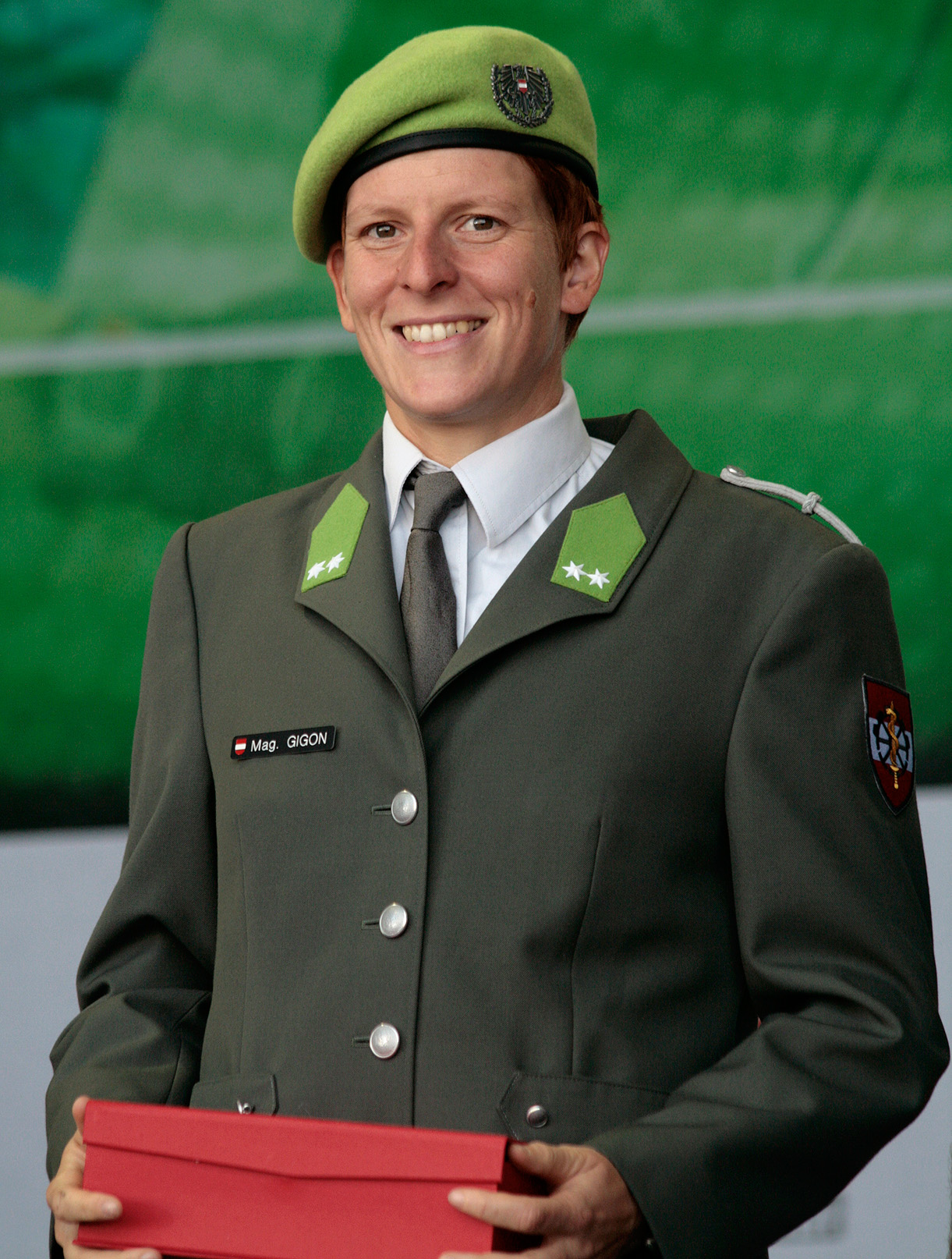
Michaela Gigon am Tag des Sports 2009 auf dem Heldenplatz in Wien

Michaela Gigon (* 21. März 1977) ist eine ehemalige österreichische Heeressportlerin, die bei Orientierungswettkämpfen, vor allem im Mountainbike-Orienteering antritt. In dieser Sportart ist sie mehrfache Weltmeisterin.

## Leben
Sie absolvierte die HTL Donaustadt und als 20-Jährige nahm Gigon an der Orientierungslauf-Weltmeisterschaften 1997 im norwegischen Grimstad teil. Es folgten weitere Teilnahmen bei Orientierungslauf-Weltmeisterschaften zu Fuß in den Jahren 1999, 2006 und 2008, Platzierungen im Vorderfeld blieben dabei jedoch aus. 2002 nahm sie an den ersten Mountainbike-Orienteering-Weltmeisterschaften in Frankreich teil und wurde dabei Fünfte auf der Kurzdistanz und Achte auf der Langdistanz. Zwischen 2004 und 2006 wurde sie dreimal in Folge Weltmeisterin auf der Mitteldistanz im Mountainbike-Orienteering. Danach wurde sie 2007 Weltmeisterin auf der Langdistanz, 2009 mit der österreichischen Staffel (mit Lisi Hohenwarter und Sonja Zinkl) und 2010 zum vierten Mal auf der Mitteldistanz. Europameisterin wurde sie 2006 (Langdistanz) und 2009 mit deutlichem Vorsprung auf der Sprintdistanz.
Gigon ist mehrfache nationale Meisterin und Staatsmeisterin im Orientierungslauf, Mountainbike-Orienteering und Ski-Orientierungslauf. Sie ist Mitglied im OLT Transdanubien. Zwischen 2003 und 2011 war sie im Heeressportzentrum des Österreichischen Bundesheers aktiv.

## Platzierungen

### Orientierungslauf

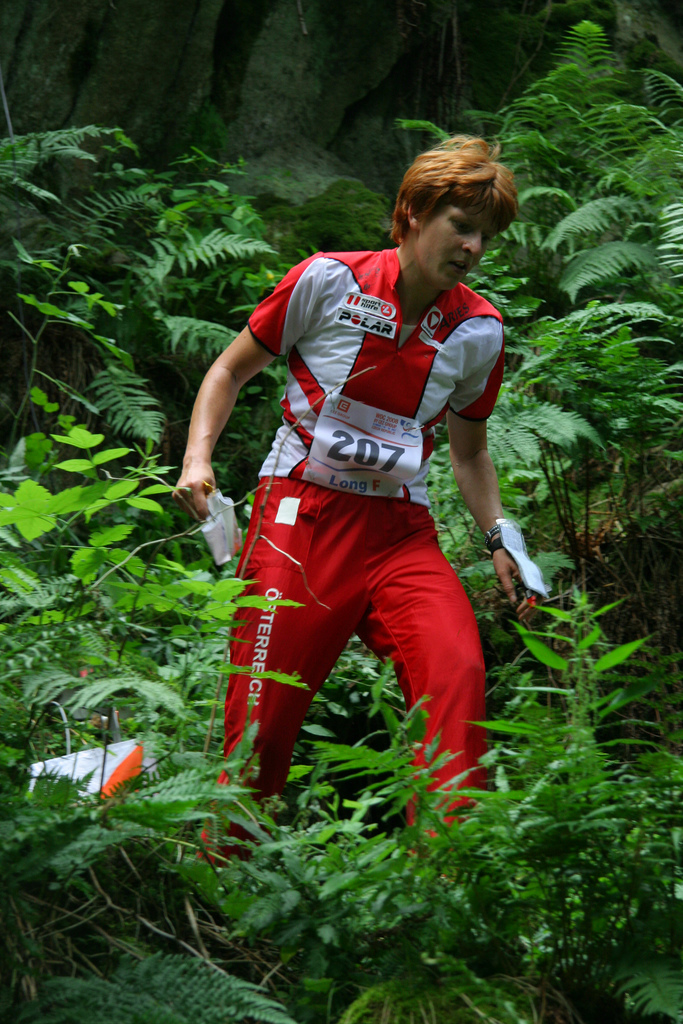
Michaela Gigon bei den Orientierungslauf-Weltmeisterschaften 2008

Bei Weltmeisterschaften:
| Weltmeisterschaften | Sprint | Mittel | Lang | Staffel |
| ------------------- | ------ | ------ | ---- | ------- |
| 1997 Grimstad       |        | dsq.   |      | 13.     |
| 1999 Inverness      |        | 45.    |      | 12.     |
| 2006 Aarhus         | Q17.   | Q19.   | Q18. | 21.     |
| 2008 Olomouc        |        | Q17.   | 31.  | 22.     |

Bei Europameisterschaften:
| Europameisterschaften | Sprint | Mittel | Lang | Staffel |
| --------------------- | ------ | ------ | ---- | ------- |
| 2006 Otepää           |        | B 9.   | B 7. | 15.     |

### Mountainbike-Orienteering

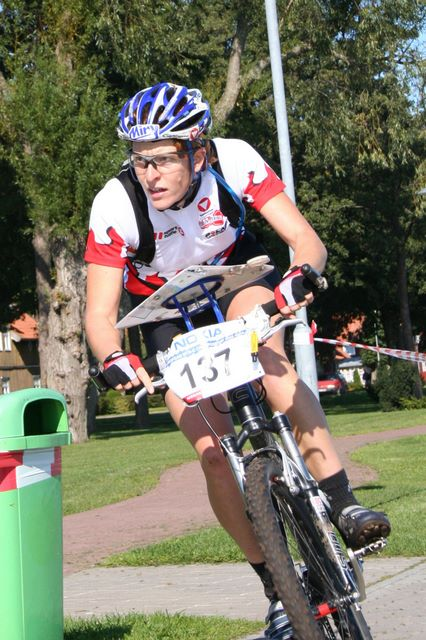
Michaela Gigon bei einem Mountainbike-Orienteering-Wettbewerb 2008

Bei Weltmeisterschaften:
| Weltmeisterschaften       | Sprint | Mittel | Lang | Staffel |
| ------------------------- | ------ | ------ | ---- | ------- |
| 2002 Fontainebleau        | 5.     |        | 8.   |         |
| 2004 Ballarat             |        | 1.     | 7.   | 2.      |
| 2005 Banska Bystrica      |        | 1.     | 4.   |         |
| 2006 Joensuu              |        | 1.     | 7.   | 4.      |
| 2007 Nove Mesto na Morave | 2.     | 9.     | 1.   | 3.      |
| 2008 Ostróda              | 2.     | 2.     | 6.   | 3.      |
| 2009 Ben Shemen           | 3.     | 2.     | 5.   | 1.      |
| 2010 Montalegre           | disq.  | 1.     | 6.   | 8.      |
| 2011 Vicenza              | 3.     | 1.     | 11.  | 7.      |
| 2012 Veszprém             | 6.     | 6.     | 8.   | 4.      |

Bei Europameisterschaften:
| Europameisterschaft | Sprint | Mittel | Lang | Staffel |
| ------------------- | ------ | ------ | ---- | ------- |
| 2006 Warschau       | 11.    | 4.     | 1.   | 8.      |
| 2007 Toskana        | 15.    | 6.     | 4.   | 3.      |
| 2008 Nida           | 17.    | 2.     | 3.   | 3.      |
| 2009 Nord-Sjælland  | 1.     | 3.     | 3.   | 2.      |
| 2011 St. Petersburg | 4.     | 6.     | 5.   | --      |

## Auszeichnungen
- 2005: Goldenes Ehrenzeichen für Verdienste um die Republik Österreich[2]